# 대전원앙초등학교
대전원앙초등학교는 대한민국 대전광역시 서구에 있는 공립 초등학교이다.

## 학교 연혁
- 2005년 5월 6일: 개교
- 2006년 9월 27일: 꿈샘도서관 개관

## 학교도서관

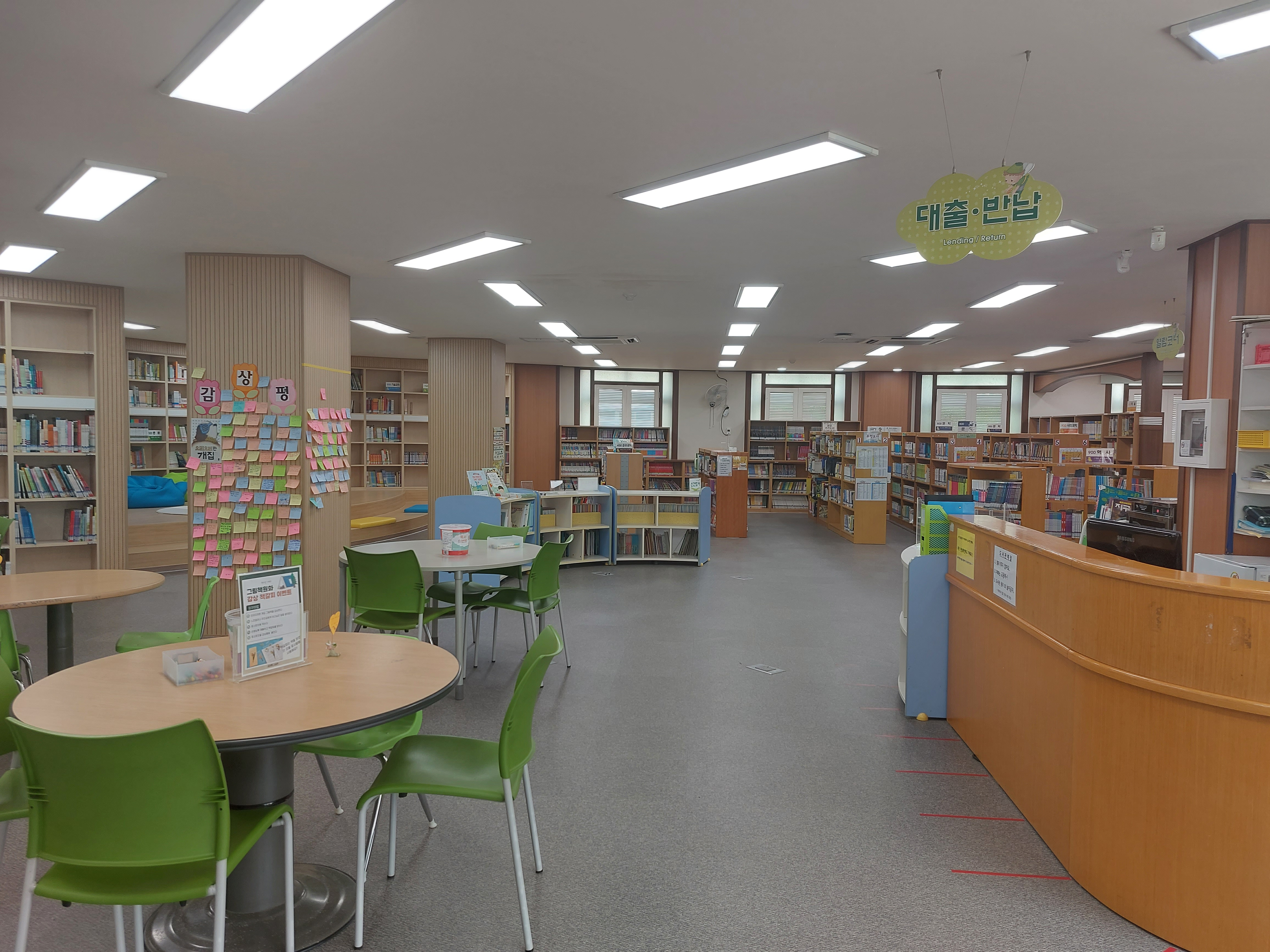

## 참고 자료
- 대전원앙초등학교 - 한국교육학술정보원 학교알리미